# Gynoplistia peramoena
Gynoplistia peramoena är en tvåvingeart som beskrevs av Alexander 1959. Gynoplistia peramoena ingår i släktet Gynoplistia och familjen småharkrankar. Inga underarter finns listade i Catalogue of Life.